# Hoelite
L'hoelite è un minerale descritto nel 1922 in base a del materiale raccolto nel 1921 sul monte Pyramiden sull'isola di Spitsbergen facente parte dell'arcipelago delle Svalbard appartenenti alla Norvegia.
Il nome è stato attribuito in onore di Adolf Hoel che fu a capo della spedizione scientifica norvegese sulle Svalbard.
Il minerale è composto di antrachinone, sublima molto facilmente e ridepositandosi forma dei lunghi aghi sottili. Si scioglie nell'acido solforico concentrato ma si riforma diluendo la soluzione in acqua. È facilmente solubile nel cloroformio e meno facilmente nel benzene.

## Morfologia
L'hoelite è stata scoperta sotto forma di sottili aghi di aspetto pseudo-ortorombico.

## Origine e giacitura
Il minerale è stato scoperto fra i prodotti di un incendio naturale di un filone di carbone in cristalli cresciuti direttamente sul carbone e parzialmente coperti da una crosta di clorammonio in associazione con lo zolfo.